# Израильско-словацкие отношения
Израильско-словацкие отношения — двусторонние дипломатические отношения между Израилем и Словакией. Отношения были установлены 1 января 1993 года.

## История отношения
Израиль установил дипломатические отношения с Словакией сразу же после распада Чехословакии 1 января 1993 года.
5 марта 2023 года Министр иностранных дел Израиля Эли Коэн встретился с премьер-министром Словакии Эдуардом Хегером.

## Торговля

### Экспорт Израиля в Словакию
Согласно базе данных ООН COMTRADE по международной торговле, экспорт Израиля в Словакию в 2022 году составил 21,43 миллиона долларов США.

### Экспорт Словакии в Израиль
По данным базы данных ООН COMTRADE по международной торговле, экспорт Словакии в Израиль в 2023 году составил 305,97 миллиона долларов США.

## Сотрудничество в оборонной и военной сферах
В декабре 2024 года была завершена и оформлена сделка между двумя странами по поставке Израилем в Словакию партии израильских систем противоракетной обороны «Barak MX» на общую сумму 560 млн евро. На момент её заключения, это была крупнейшая оборонная сделка между двумя странами за всю историю двусторонних отношений.

## Дипломатические миссии
У Израиля есть посольство в Братиславе и почётное консульство в Кошице.
У Словакии есть посольство в Тель-Авиве и почётное консульства в Иерусалиме и Хайфе.